# شوركهريز
شوركهريز (بالفارسية: شورکهریز) هي قرية تقع في أذربيجان الغربية في إيران. يقدر عدد سكانها بـ 38 نسمة بحسب إحصاء 2016.